# Lactuca perennis
L'enciam silvestre, escarola borda o xicoira grossa (Lactuca perennis) és una planta herbàcia pertanyent a la família de les asteràcies present en la major part del centre i sud d'Europa. Aquestes plantes prefereixen sòls calcaris ben drenats i són comuns en sòls rocosos assolellats, als prats secs, en vores de camins i a les ribes dels rius. Es poden trobar a una altitud de 500-2.000 metres sobre el nivell del mar. Aquest enciam silvestre conté un abundant làtex blanc (d'aquí el nom llatí de Lactuca a les espècies, és a dir, lletós) que conté la substància "lactucarium" amb moltes propietats medicinals. És especialment útil com a sedant, però la planta s'ha d'usar amb precaució.
Lactuca perennis aconsegueix una grandària mitjana de 60 centímetres d'alçada, amb una altària mínima de 20 centímetres. Aquesta planta és glabra, amb la tija és erecta i ramificada, les fulles són de color verda grisenca, les inferiors amb pecíols petits i els superiors en part amplexicaules. És hermafrodita i entomòfila. Les flors són de color violeta-blau, amb una mida d'1,2 a 1,6 mil·límetres. El període de floració s'estén d'abril a agost i la maduració de les llavors a partir de juliol fins a setembre.

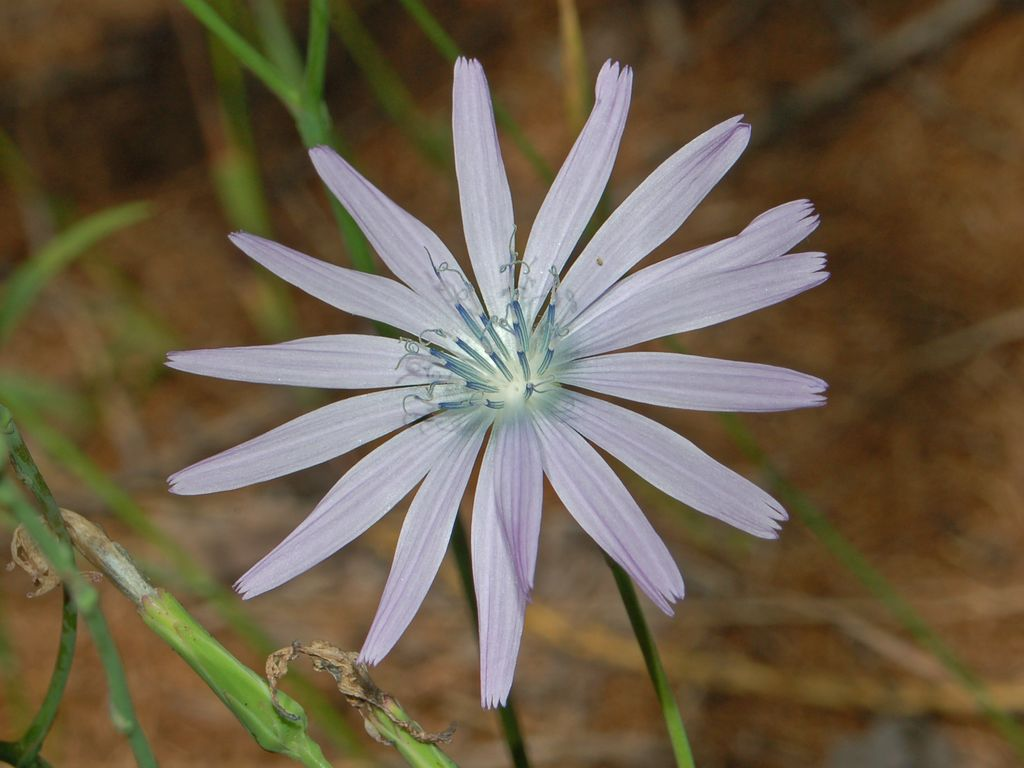
Flors de L. perennis
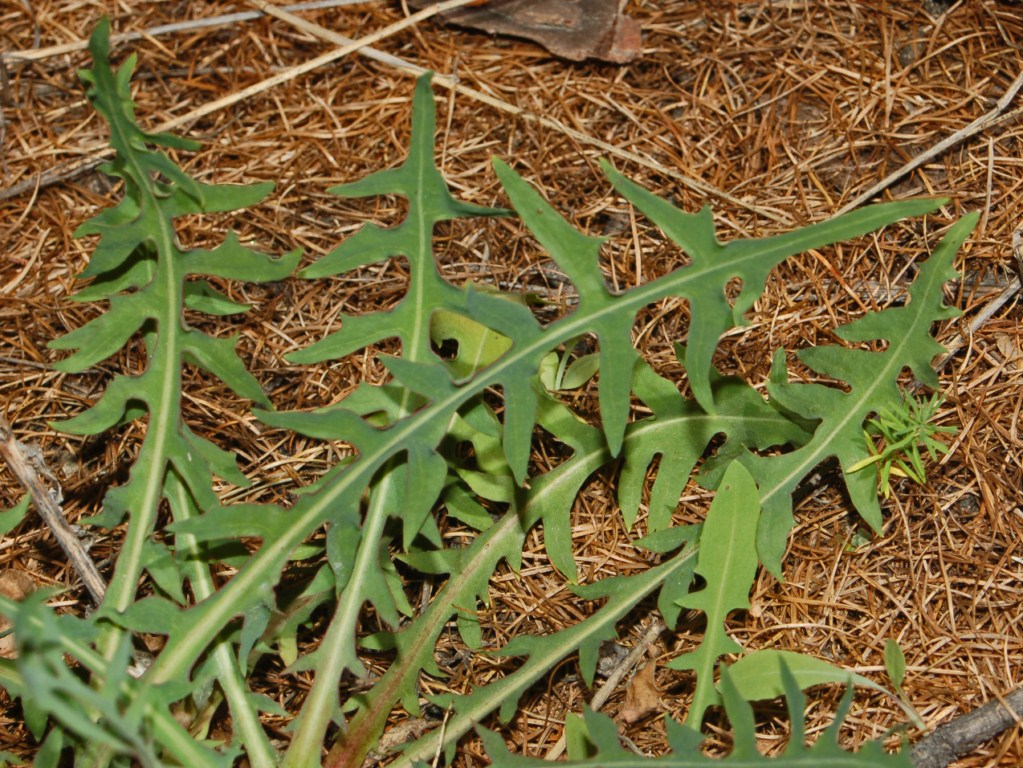
Fulles de L. perennis